# Innocence Surround
| Críticas profissionais | Críticas profissionais |
| Avaliações da crítica  | Avaliações da crítica  |
| Fonte                  | Avaliação              |
| ---------------------- | ---------------------- |
| Jesusfreakhideout      | [ 1 ]                  |

Innocence Surround é o primeiro lançamento da banda americana de metalcore Confide, lançado em junho de 2005.
Apenas um dos membros que gravarão esse EP ainda fazem parte da banda até o momento da pausa da banda que era Jeffrey Helberg. Fora ele, Helberg e dois outros membros (William "Billy" Prudente e Aaron Van Zuthpen) que gravarão uma parte do Shout the Truth.

## Faixas
| N.º            | Título                             | Duração |  |
| 1.             | "Artax"                            | 5:01    |  |
| 2.             | "Talking in Riddles and Metaphors" | 4:54    |  |
| 3.             | "Dreaming a Reality"               | 2:41    |  |
| 4.             | "Love Paid With Death"             | 3:44    |  |
| 5.             | "Angels and Demons"                | 4:06    |  |
| Duração total: | Duração total:                     | 20:23   |  |

## Créditos
- Josh Plesh - vocal
- Jeffrey Helberg - guitarra
- Aaron Richard Van Zutphen - guitarra, vocal
- William 'Billy' Pruden - baixo
- Jason Pickard - bateria